# Jean Réville
Pour les articles homonymes, voir Réville (homonymie).
Jean Réville, né à Rotterdam (Pays-Bas) le 6 novembre 1854 et mort à Neuilly-sur-Seine le 6 mai 1908, est un pasteur, théologien protestant et universitaire français. Il est l'un des leaders du protestantisme libéral en France.

## Biographie
En 1880, il est pasteur au temple Saint-Martin de Montbéliard. En 1883, il est nommé aumônier du lycée Henri-IV. En 1886, il est nommé maître de conférences en histoire de l'Église, à l'École pratique des hautes études, puis conjointement, comme maître de conférences à la faculté de théologie protestante de Paris (1894-1902). De 1884 à 1908, il est directeur de publication de la Revue d'Histoire des Religions.  Il est nommé professeur titulaire de la chaire d'histoire des religions au collège de France le 18 mars 1907, pour remplacer son père, le théologien et historien Albert Réville, mais il meurt une année plus tard.
Il est le frère du député Marc Réville.

## Publications
- La Doctrine du logos dans le quatrième évangile et dans les œuvres de Philon (1881)
- La Religion à Rome sous les Sévères (1886)
- Les Origines de l'Épiscopat (1894)
- Paroles d'un Libre-Croyant (1898)
- Le quatrième Évangile. Son origine et sa valeur historique (1900)
- Le Protestantisme libéral, ses origines, sa nature, sa mission (1903) réédition Théolib Paris 2011  (ISBN 978-2-36500-047-5)
- Le Prophétisme hébreu (1906)
- Leçon d'ouverture du cours d'Histoire des Religions professé au Collège de France (1907)
- Les origines de l'Eucharistie, Messe, Sainte-Cène (1908)
- Les phases successives de l'histoire des religions (1909)

## Distinctions
- 1893 : officier d'académie[2]
- 1899 : officier de l'Instruction publique[2]